# Кифхойзеркрайс
Кифхойзеркрайс е окръг в провинция Тюрингия, Германия, с площ 1035.1 км2 и население 85 362 души (2008). Административен център е град Зондерсхаузен.